# دومينغو بيلو إي إسبينوزا
دومينغو بيلو إي إسبينوزا (بالإسبانية: Domingo Bello y Espinosa)‏ هو عالم نبات إسباني، ولد في 31 يوليو 1817 في سان كريستوبال دي لا لاغونا في إسبانيا، وتوفي بنفس المكان في 21 يناير 1884.